# Рінай
Рінай (азерб. Rinay) — малакологічний природознавчий музей в Баку (Азербайджан). Бувши також першим приватним музеєм у країні, Рінай мав 5000 експонатів, пов'язаних з родами молюсків у всьому світі. Деякі з експонатів були отримані шляхом обміну з австрійським, канадським, аргентинським, іспанським, українським, російським та індонезійським музеями. Рінай відкритий по понеділках, вівторках і п'ятницях з 10:00 до 14:00.

## Історія
1989 року музей дістав офіційний статус. Основа для колекції музею на початку 1930-х років заклав Садих Караєв, заслужений інженер і винахідник СРСР. У червні 2007 року його син Тофік Караєв продовжив справу. Він провів таксономічний перегляд сучасних молюсків.

## Зовнішні посилання
- Огляд (Азербайджанського Національного комітету Міжнародної ради музеїв) (азерб.) (англ.)

| Вишивка | Це незавершена стаття про культуру. Ви можете допомогти проєкту, виправивши або дописавши її. |